# Axams
Axams je obec v Rakousku ve spolkové zemi Tyrolsko v okrese Innsbruck-venkov. Žije zde přibližně 6 100 obyvatel.

## Poloha
Obec se nachází v části pohoří Západní Mittelgebirge asi 10 km jihozápadně od Innsbrucku a asi 300 m nad dnem údolí Inntal. Jižně od hlavní obce se nachází pohoří Axamer Lizum a Kalkkögel, které jsou rovněž součástí obce. Kolem obce Axams na západě protéká Sendersbach a na východě Ruifachbach. Samotným Axamsem protéká Axamer Bach.

### Struktura obce
Na katastrálním území obce Axams jsou čtyři obce (počet obyvatel v závorce k 1. lednu 2021):
- Axamer Lizum (14)
- Axams (5153)
- Kristen (534)
- Bachl (410)

a vesnice Kalkgruben, Knappenhof a Omes a Rotten Wollbell a Zifres.

### Sousední obce
Obec sousedí s obcí Kematen in Tirol na severu, s Birgits na východu, s obcí Götzens na jihovýchodu, s Telfes im Stubai na jihu a s Grinzens na západě.

## Historie
První písemná zmínka o obci pochází z poloviny 10. století. Kolem roku 1330 byla postavena kaple svatého Michaela a (dnešní) kaple Widum. Od roku 1359 až do roku 1803 spadala farnost Axam pod brixenské katedrální proboštství. V roce 1462 vydal klášter Frauenchiemsee nová vesnická práva. Farní kostel v Axams byl postaven v letech 1491 až 1498. V roce 1497 získal Florian Waldauf zemská práva na Axams. V následujících letech Maxmilián I. často navštěvoval vesnici a lovil v okolí. V roce 1527 je poprvé zmíněna existence školy. V roce 1574 přechází Axamer Lizum pod Reichenauer Hof.
Od roku 1603 jsou ve farnosti vedeny křestní matriky. V letech 1626-1633 byl obnoven farní kostel a kaple svatého Michala a brzy poté, v roce 1635, byla postavena kaple Linden. V roce 1672 připadá Axamer Lizum hrabatům ze Spauru. V letech 1732-1734 farní kostel přestavuje farář Anton Burglechner. Kolem roku 1785 je postavena školní budova. V roce 1806 je soud v Axamsu zrušen a přidělen okresnímu soudu v Innsbrucku. V roce 1844 dostal farní kostel nové zvony a v letech 1871-1879 byl znovu opraven. Kolem roku 1872 je postavena škola a domov pro seniory. V roce 1888 je založen sbor dobrovolných hasičů v Axams.
Elektrifikace Axams začíná v letech 1904–1905. V průběhu první světové války v roce 1917 byly rekvírovny. Od roku 1926 zde funguje regulovaná autobusová doprava a o rok později byl otevřen provinční dětský domov. V roce 1948 dostal farní kostel nový zvonový systém a v letech 1956–1958 je znovu obnoven. V letech 1962–1963 byla vybudována silnice spojující Lizum s Axamsem a v roce 1964 se zde konaly téměř všechny alpské disciplíny zimních olympijských her, včetně zimních her v roce 1976. V roce 1965 byla postavena střední škola a v následujícím roce nová základní škola. V roce 1980 se Axams stal sídlem stejnojmenného děkanátu. V roce 1983 zde došlo k ničivému sesuvu půdy. V roce 1998 byl Lizum vybaven zasněžovacím zařízením. V roce 2007 byla hlavní škola zrekonstruována a rozšířena. V únoru 2016 se objevily plány na výstavbu malé vodní elektrárny na jižním okraji obce a na konci Axamer Tal.

## Znak
Blason: v modrém štítě zlatý hrot s modrým květem lnu.
Obecní znak byl udělen v roce 1974. Hrot vyjadřuje polohu a název obce. Slovo "Axams" je keltského původu a lze je vykládat jako "místo na výšinách". Modrý květ lnu připomíná důležité odvětví hospodářství Axamsu, len se pěstoval do 19. století.

## Osobnosti spojené s obcí
- Anton Kirchebner (1702–1779), malíř
- Sylvester Jordan (1792–1861), právník a politik